# Pierre Louis Antoine Laval
Pour les articles homonymes, voir Laval.
Pierre Louis Antoine Laval est un homme politique français, né le 26 août 1767 à Fontenay-le-Comte (Vendée) et mort le 25 juillet 1838 à Fontenay-le-Comte.
Trésorier du district de Fontenay-le-Comte en 1790, il est maire sous l'Empire et député de la Vendée de 1815 à 1819 et de 1827 à 1831, siégeant à droite avec les royalistes, puis se rapprochant de l'opposition. Il signe l'adresse des 221 et se rallie à la monarchie de Juillet.

## Sources
- « Pierre Louis Antoine Laval », dans Adolphe Robert et Gaston Cougny, Dictionnaire des parlementaires français, Edgar Bourloton, 1889-1891 [détail de l’édition]